# Jehan (cráter)
Jehan es un pequeño cráter de impacto situado en la cara visible de la Luna, en el entorno del cráter Euler y al noroeste del cráter Natasha. Sus vecinos más cercanos son los cráteres Ango y Rosa al suroeste; el propio Natasha en el sureste, y el cráter Akis en el sur. En el noroeste del cráter se halla el Mons Vinogradov; en el noreste la Rima Euler; y en el sur la Rima Wan-Yu y la Catena Pierre.
El cráter tiene forma de copa circular con un borde afilado. El eje del borde sobre el terreno circundante tiene una altura de unos 180 metros.
Su designación hace referencia a un nombre originalmente no oficial rotulado en la página 39C2/S1 de la serie de planos del Lunar Topophotomap de la NASA. Fue adoptada por la UAI en 1976. Con anterioridad era denominado Euler K.